# Brander
Brander je ratni brod na jedra ili vesla, napunjen zapaljivim materijalom koji se puštao na protivničke brodove kako bi ih zapalio i uništio.
Prvi branderi se pominju u staroj Grčkoj prilikom opsade Tira, koristili su ih Rimljani, kao i arabljani. U početku su se kao branderi koristili dotrajali ratni i trgovački brodovi, a od 16. veka i galije koje bi noću uspomoć vesala posade dovele do protivničkih brodova, zakačile kukama i palile. Prvi namenski građeni branderi se pojavljuju početkom 17. veka. Bili su to brodovi deplasmana 70 do 320 t, čvrste konstrukcije sa 20 do 28 otvora na bokovima broda koji su ličili na toparnice. U unutrašnjosti broda nije bilo uzdužnih pregrada, tako da je vladala velika promaja kada bi se otvori na oba boka otvorili. Na samoj palubi nije bilo otvora kako plamen ne bi prerano suknuo u vis i zapalio snast. Sami branderi su bili punjeni zapaljivom smesom koja se sastojala od raznih smola, katrana, ulja i drveta koje je bilo namočenu u ulje kojem su dodavani sumpor i kamfor. Ovaj zapaljivi arsenal je bio smešten između paluba i povezan mrežom drvenih žlebova napunjenih barutom kako bi se lakše i brže zapalio. Na svakom otvoru su postavljane i posude sa zapaljivom tečnošću iza kojih su bile bombe koje bi svojom eksplozijom bacale i palile tu tečnost na bokove neprijateljskih brodova. Još 8 do 12 bačvi napunjenih tom tečnošću se nalazilo na palubi, a na njima bi se postavljali drveni dimnjaci. Te bačve su se palile saa velikim zakašnjenjem tako da plamen koji je izlazio kroz dimnjake zapali snast tek kada brander udari u neprijateljski brod. Za odbranu od naoružanih čamaca koje bi protivnik poslao u susret, branderi su bili naoružani sa 6 do 12 topova. Posada brandera se sastojala od 20 do 50 članova koji su palili fitilje i čamcima ili plivanjem napuštali brod. U miru su branderi služili kao stražarski brodovi sa smanjenim posadama od 5 do 15 ljudi.
Napadi branderima su najčešće izvođeni noću, na usidrene protivničke brodove kada je vetar bio povoljan i duvao s pučine prema luci jer su tada mogli zajedriti punom brzinom.U slučaju da vetra nije bilo mogla je da se iskoristi i morska struja. U bitkama na otvorenom moru najbolji trenutak za upotrebu brandera je bio kada bi se ratni brodovi skupili u gomili i kada nisu mogli da manevrišu. Osim udara branderi su imali i veliko moralno dejstvo, zamislite noć sa brodom koji polako jedri prema vama, a iz njega na sve strane sukljaju vatra i dim, širi se smrad sumpora i kamfora. Prosečnom pomorcu je tada sigurno izgledao kao delo samog đavola.
Zenit upotrebe brandera je bio između 1650. i 1783. godine, a svoj najveći uspeh su postigli 1676 u bitci pred Palermom. Koliki su značaj imali branderi govori i podatak da je u jednom trenutku 1688. godine engleska mornarica imala u opremi 52 ratna broda i 87 brandera. U Francuskoj je u 17. veku čak postojao i čin „capitane de brulot“ to jest kapetan brandera, koji se po rangu nalazio iza čina kapetana bojnog broda. Povećanjem brzine i manevarskih sposobnosti brodova, kao i razvojem brodske artiljerije, branderi polako gube na značaju i koriste se u izuzetnim slučajevima, da bi već u 19. veku sasvim nestali.

## Literatura
- Vojna enciklopedija, tom 1 (791-792)